# リトル・グリーン・マン (X-ファイルのエピソード)
「リトル・グリーン・マン」（原題:Little Green Men）は『X-ファイル』のシーズン2第1話で、1994年9月16日にFOXが初めて放送した。なお、本エピソードは「ミソロジー」に属するエピソードである。

## スタッフ
- 監督：デヴィッド・ナッター
- 脚本：グレン・モーガン、ジェームズ・ウォン

## キャスト

### レギュラー
- デイヴィッド・ドゥカヴニー - フォックス・モルダー特別捜査官
- ジリアン・アンダーソン - ダナ・スカリー特別捜査官

### ゲスト
- ミッチ・ピレッジ - ウォルター・スキナーFBI副長官
- ウィリアム・B・デイヴィス - シガレット・スモーキング・マン
- レイモンド・J・バリー - リチャード・マティソン上院議員
- ヴァネッサ・モーレイ - サマンサ・モルダー
- マーカス・ターナー - 子供時代のフォックス・モルダー
- マイク・ゴメス - ヨルゲ・コンセプシオン
- レスリー・カールソン - トロイスキー博士
- フルヴィオ・セセラ - エイデ

## ストーリー
本エピソードはボイジャー計画をはじめとするNASAの宇宙人探索の歴史を語るモルダーのナレーションから始まる。場面が変わってプエルトリコのアレシボ天文台。長らく使用されていなかった機器が突然稼働し始めた。地球外生命体からの信号を受信したようだ。
X-ファイル課が閉鎖された後、モルダーは電話の盗聴の任務に就き、スカリーはFBIアカデミーの教官に復職した。2人はウォーターゲート・ホテルの駐車場で密会した。モルダーはディープ・スロートの暗殺後、超常現象に対する確信が揺らいでいることをスカリーに打ち明ける。スカリーと別れた後、モルダーは妹のサマンサが誘拐された夜を思い出すのだった。
モルダーは自身の後見役でもあるリチャード・マティソン上院議員に呼び出された。マティソンはモルダーにアレシボ天文台を調査するように命じる。マティソンはUFO回収部隊のアレシボへの到着を1日遅らせるよう働きかけたという。天文台に到着したモルダーは、エイリアンを目撃した現地人のホルヘと出会う。その頃、スカリーはどこに行ったのか分からないモルダーを探していた。飛行機の搭乗記録を調べると、モルダーはプエルトリコへ行ったことが分かった。
モルダーは天文台で地球外の知的生命体が発したと思われる信号を発見した。嵐の中、ホルヘは恐怖のあまり天文台の外に飛び出してしまう。モルダーは彼を追って外に出たが、ホルヘは息絶えていた。その頃、スカリーはプエルトリコに向かうべく空港にいた。スカリーは何者かに尾行されていることに気が付き、なんとかそれを振り切った。
モルダーがヨルゲの死体を調べていると、部屋が揺れ始めた。突然ドアが開くと、その先にはエイリアンの姿があった。翌朝、モルダーはスカリーに起こされた。モルダーは宇宙人が存在するという確かな証拠をつかんで大喜びした。しかし、そこにUFO回収部隊がやって来て、2人は急いで現場を離れることとなった。それでも、一本のテープを持ち出すことはできた。
ワシントンD.C.に戻ったモルダーは、スキナー副長官から注意を受ける。それに対しモルダーは「自分が盗聴していた人物が十分な証拠があったにも拘らず、訴追されなかったこと」や「自分の携帯電話からの通信が何者かに傍受されていたこと」を挙げて抗議した。スキナー副長官はモルダーの処罰を見送ることにした。
エイリアンが存在する証拠として持ち帰ったテープを再生したが、嵐によって発生した電磁パルスのために、テープには何も残っていなかった。

## 製作
当初の予定では、シーズン2第1話はクリス・カーターが執筆する予定だった。草稿の段階では、モルダーはモスクワでの調査を行うことになっていた。納得できるシナリオを描けなかったカーターは、グレン・モーガンとジェームズ・ウォンにシーズン2第1話の脚本の執筆を依頼した。モーガンには『X-ファイル』の製作に参加する前、ある男がチリにある天文台に行って、異星人に関する調査をするという内容の脚本を執筆したことがあった。モーガンはその脚本の設定を踏まえながら、本エピソードの脚本を書き上げた。
本エピソードでは、モルダーが自らの信念に疑問を持つ姿が描かれている。モーガンとウォンは本エピソードのテーマを「人は誰でも、自分の心の中にあるリトル・グリーン・マンと戦い続けている」という考えだと述べている。
リチャード・マティソン上院議員の名前は、SF作家のリチャード・マシスンにちなんでつけられた。マシスンは『トワイライトゾーン』の脚本を担当していた。当初の予定では、冒頭のナレーションはマティソンがやる予定だった。キャスティング監督は『事件記者コルチャック』で主演を務めたダーレン・マクギャヴィンにオファーを出すべきだと主張したが、取りやめとなった。最終的に、レイモンド・J・バリーがマティソン上院議員を演じることになった。
本エピソードで、サマンサ誘拐事件の犯人がエイリアンであるということが視聴者に初めて明示された。その結果、シーズン1第1話「序章」や第4話「導管」でのサマンサの誘拐シーンと本エピソードにおける誘拐シーンの間で矛盾が生じた。このことに関して、カーターは「このような矛盾は、モルダーが催眠療法によって取り戻した記憶があいまいであるために生じている」と説明している。 
モーガンとウォンは本エピソードの脚本を執筆するにあたって、アブダクション経験者の報告や様々な陰謀論を参照した。その甲斐もあって、登場するエイリアンにリアリティを出すことができた。
本エピソードにはボイジャーのゴールデンレコードとボイジャー探査機に関する言及がある（モルダーとマティソン上院議員がレコードに収録されたブランデンブルク協奏曲を聴くシーンなど）。また、地球外知的生命体探査（SETI）に関する言及も多い。モーガンは「私はいつもSETIを背景としたものを脚本に取り入れたいと思っていた。エイリアンが存在するのは事実なのだから、学校の子供たちにもSETIに触れてほしいと思っている」と語っている。

### 撮影
プエルトリコのシーンはノースバンクーバーの森林地帯で撮影された。アンダーソンは『レイト・ナイト・ウィズ・コナン・オブライエン』で、「私とドゥカヴニーがUFO回収部隊から逃げ回るシーンの撮影に参加していたとき、兵士を演じていた俳優たちが「バン、バン」と言いながら銃を撃つ演技をしていた。危うく噴き出すところだった。」と回想している。スカリーが空港で追っ手を撒くためにマイアミの新聞を読むふりをしているシーンがあるが、よく見ると、スカリーが読んでいるのはカナダの新聞である「グローブ・アンド・メール」である。なお、スカリーが航空機の搭乗記録を調べるシーンで映し出される乗客の名前は、『X-ファイル』のファンの名前である。
本エピソードは、地球外生命体が初めて姿を見せたエピソードでもある。エイリアンの画像は、ポスト・プロダクションにおいて、より身長が高く見えるように引き伸ばされた。

## 評価
1994年9月16日、FOXは本エピソードを初めてアメリカで放映し、1610万人の視聴者（980万世帯）を獲得した。
本エピソードは批評家から高く評価された。『エンターテインメント・ウィークリー』は本エピソードにB評価を下し、「モルダーが信念の揺らぎを克服する様子とモルダーとスカリーの絆（不思議なことに、離れ離れになったことでさらに強くなった。）がしっかりと描写されている。ただ、物語自体は標準的なものである。」と評している。『A.V.クラブ』のザック・ハンドルンは『スクービー・ドゥー』と本エピソードを比較対照しつつ、「私は『スクービー・ドゥー』の大ファンだった。もちろん、『スクービー・ドゥー』に登場する悪役たちは本物のモンスターではない。『X-ファイル』はシンプルな一つの事実をうまく利用している。それは「人は誰でも何かを信じたい」ということである。人間は暗闇に潜むものを怖れているが、その恐怖の中で何かを期待してしまうのではないか。人間は自分が知っているものだけ全てではないと思いたいのだ。「リトル・グリーン・マン」は人間の本質を突いた作品だ。」と述べている。
『ロサンゼルス・デイリーニューズ』のボブ・カートライトは「地球外生命体とのコンタクトを魅力的かつ身も凍るような恐怖感で描き出している。」「信憑性を損ねるような単純な答えを出してはいないという点において、『未知との遭遇』を彷彿とさせる。」と評している。ロバート・シャーマンとラース・ピアソンはその著書『Wanting to Believe: A Critical Guide to The X-Files, Millennium & The Lone Gunmen』で本エピソードに対して5つ星評価で満点の5つ星を与え、「「リトル・グリーン・マン」はファンが予想していたものとは違った。また、ファンの評判もいいものではなかった。しかし、私は知的で閉所を嫌う小さな知的生命体の登場で、『X-ファイル』というシリーズが新鮮味を取り戻しただけではなく、その主題は何だったのかと自省することにもつながった。シリーズの中でも傑作の一つだと思う。」と述べている。